# 卡洛斯·魯依斯·薩豐
卡洛斯·魯依斯·薩豐（西班牙語：Carlos Ruiz Zafón，1964年9月25日—2020年6月19日），又譯卡洛斯•路依茲•扎豐，西班牙小說家，生於巴塞隆納，原任職於廣告界，後赴美定居，經常往返洛杉磯與巴塞隆納。代表作為《遺忘書之墓》首部曲《風之影》和二部曲《天使遊戲》，讓薩豐成為全球最多人閱讀、最受讀者喜愛的作者之一。他自1993年以來一直住在洛杉磯，曾花費了幾年時間編寫腳本。

## 寫作生涯
他的第一部小說處女作《薄雾王子》（1993年）贏得了Edebé小說文學獎，接下來幾部作品如《午夜皇宮》、《九月之光》和《瑪麗娜》等，都是極受好評的青少年小說。
2001年出版《風之影》，隨即席捲西班牙書市，熱潮不退，銷售逾百萬冊，並高居各國暢銷書排行榜，魅力足以比擬《哈利波特》和《達文西密碼》。2004年，《風之影》先獲西班牙出版協會選為該年度最暢銷小說，後在法國獲頒「年度最佳外國小說」，曾獲此殊榮的西語文學巨擘僅有加夫列尔·加西亚·马尔克斯和马里奥·巴尔加斯·略萨。德文版出版一個月即熱賣十萬冊；英文版在英國成為有史以來第一本登上暢銷榜冠軍的西班牙小說，並榮登美國紐約時報暢銷書排行榜；已譯成多種語言在全球逾五十國出版。
《天使遊戲》於2008年4月發行，是薩豐醞釀7年的鉅著，在西班牙以首刷100萬本之姿登場，迅速銷售一空。薩豐說：「這個故事裡有陰謀，有愛情，更穿插了許多驚喜。在書寫《天使遊戲》的時候我比較勇敢，這本書很有些狄更斯的味道，是向以狂熱方式在文學中生活的十九世紀作家致敬。」
小說《風之影》是他首部「成人」小說，在全世界售出數百萬部，僅在英國就超過一百萬本。
其作品已譯成多種語言在全球逾五十國出版，並囊括多項殊榮。

## 作品
- 《薄雾王子》
- 《午夜皇宮》
- 《九月之光》
- 《瑪麗娜》
- 《風之影》
- 《天使遊戲》
- 《天空的囚徒》
- 《靈魂迷宮》